# Grand Prix d'été de saut à ski 2008
Le Grand Prix d'été de saut à ski 2008 est la 15e édition du Grand Prix d'été de saut à ski organisé par la FIS, il fut remporté par l'autrichien Gregor Schlierenzauer.
L'édition 2008 du Grand Prix d'été de saut à ski se déroule du 26 juillet au 4 octobre 2008.

## Classement général
| Place | Nom                   | Pays      | Points |
| ----- | --------------------- | --------- | ------ |
| 1     | Gregor Schlierenzauer | Autriche  | 670    |
| 2     | Simon Ammann          | Suisse    | 617    |
| 3     | Michael Uhrmann       | Allemagne | 346    |
| 4     | Andreas Kuettel       | Suisse    | 326    |
| 5     | Andreas Kofler        | Autriche  | 318    |
| 6     | Daiki Ito             | Japon     | 264    |
| 7     | Thomas Morgenstern    | Autriche  | 234    |
| 8     | Georg Spaeth          | Allemagne | 230    |
| 9     | Michael Neumayer      | Allemagne | 227    |
| 10    | Martin Schmitt        | Allemagne | 183    |

## Calendrier
| Date              | Lieu         | Vainqueur                                                                       | Deuxième                                                               | Troisième                                                      |
| 26 juillet 2008   | Hinterzarten | Autriche Andreas Kofler Manuel Fettner Gregor Schlierenzauer Thomas Morgenstern | Allemagne Michael Uhrmann Martin Schmitt Georg Spaeth Michael Neumayer | Tchéquie Ondrej Vaculik Borek Sedlak Jan Matura Roman Koudelka |
| 27 juillet 2008   | Hinterzarten | Georg Spaeth                                                                    | Andreas Kofler                                                         | Thomas Morgenstern                                             |
| 1er août 2008     | Einsiedeln   | Andreas Kofler                                                                  | Gregor Schlierenzauer                                                  | Thomas Morgenstern                                             |
| 3 août 2008       | Courchevel   | Harri Olli                                                                      | Georg Spaeth                                                           | Simon Ammann                                                   |
| 5 août 2008       | Pragelato    | Gregor Schlierenzauer                                                           | Roman Koudelka                                                         | Harri Olli                                                     |
| 30 août 2008      | Zakopane     | Gregor Schlierenzauer                                                           | Michael Uhrmann                                                        | Simon Ammann                                                   |
| 30 août 2008      | Zakopane     | Gregor Schlierenzauer                                                           | Michael Uhrmann                                                        | Lukasz Rutkowski                                               |
| 13 septembre 2008 | Hakuba       | Simon Ammann                                                                    | Daiki Ito                                                              | Andreas Kuettel                                                |
| 14 septembre 2008 | Hakuba       | Simon Ammann                                                                    | Daiki Ito                                                              | Roar Ljoekelsoey                                               |
| 3 octobre 2008    | Klingenthal  | Gregor Schlierenzauer                                                           | Simon Ammann                                                           | Martin Koch                                                    |
| 4 octobre 2008    | Liberec      | Gregor Schlierenzauer                                                           | Daiki Ito                                                              | Martin Koch                                                    |